# Star Fox
Star Fox (スターフォックス Sutā Fokkusu?) es un videojuego que se lanzó en 1993 para Super Nintendo e inició la saga del mismo nombre. El juego fue publicado como Starwing en Europa. Se caracteriza por ser unos de los mejores del género de disparos en naves espaciales, mostraba gráficos en tres dimensiones gracias a un chip especial llamado Super FX incluido en el cartucho de juego, llegando a vender 4 millones de copias en todo el mundo. Fue programado por el equipo inglés Argonaut Software para Nintendo.

## Jugabilidad

Interfaz de Star Fox en tercera persona

Interfaz de Star Fox en primera persona

Star Fox es un shooter en una perspectiva 3D en tercera persona y en primera persona. El jugador debe controlar la nave espacial de Fox, llamada Arwing, a través de diversos entornos mientras varios enemigos (naves espaciales, robots, criaturas, etc.) los atacan. En el camino, se colocan varios potenciadores en el escenario para ayudar al jugador. El jugador recibe un puntaje al final de cada nivel en función de cuántos enemigos han sido destruidos y qué tan bien ha defendido a sus compañeros de equipo. Al final de cada nivel hay un jefe que el jugador debe derrotar antes de pasar al siguiente nivel.
Star Fox posee ciertos elementos únicos que lo diferencian del shooter de desplazamiento estándar. La mayoría de los shooters de desplazamiento obligan al jugador a avanzar a una velocidad constante. Si bien esto también es cierto para Star Fox, hay propulsores y retrocohetes en el Arwing que permiten al jugador acelerar y desacelerar temporalmente. Estos se pueden usar para maniobrar alrededor de los ataques enemigos y otros obstáculos.
El modelo de daños es otra diferencia. En el shooter de desplazamiento estándar, tocar casi cualquier objeto da como resultado la destrucción inmediata de la nave del jugador. En Star Fox, el Arwing tiene una cierta cantidad de energía de escudo que representa la cantidad de daño que se puede absorber antes de la destrucción de la nave. El juego también tiene un pequeño grado de detección de daños por ubicación: si las alas de la nave se golpean demasiado contra los obstáculos o el suelo, se romperán, lo que afectará negativamente el manejo de la nave y eliminará la capacidad de mejorar las armas.
Pantalla de visualización del juego: De izquierda a derecha en el sentido de las agujas del reloj, la interfaz muestra el número de vidas, municiones, medidor de impulso y fuerza del escudo del jugador.
La dificultad en Star Fox también se establece de una manera única. La mayoría de los shooters de desplazamiento, si es que tienen niveles de dificultad seleccionables, permiten al jugador establecer la dificultad eligiendo una opción (por ejemplo, "Fácil", "Normal" y "Difícil") al comienzo del juego. Esta opción generalmente afecta variables como la cantidad de vidas que tiene un jugador, la cantidad de enemigos encontrados en el juego, la velocidad de los enemigos, etc. En contraste, al comienzo de Star Fox , el jugador tiene la opción de elegir una de las tres rutas para atravesar el sistema Lylat. Cada una de estas rutas corresponde con un cierto nivel de dificultad, pero cada ruta tiene su propia serie de niveles únicos. Esto le da a Star Fox algo más de valoración o replay value que otros shooters de desplazamiento que tienen una serie fija de niveles cada vez que se juega el juego. Las tres rutas de juego contienen el planeta Corneria (el primer nivel) y Venom (el último nivel), pero cada una tiene diferentes versiones dependiendo de la ruta tomada.
En cada nivel, el jugador está acompañado por tres Arwings controlados por computadora: Peppy Hare , Slippy Toad y Falco Lombardi. En ciertos puntos preescritos, uno de ellos volará a la vista del jugador, a menudo persiguiendo a un enemigo o siendo perseguido y pidiendo ayuda. Ignorar las súplicas de un compañero resultará en que reciba daño, o incluso sea derribado. No pueden ser dañados por los propios láseres del jugador (aunque se quejarán si son golpeados). Independientemente de su supervivencia, los otros pilotos no están presentes durante las batallas de jefes, pero se unen al jugador antes de la siguiente etapa. Un jugador puede elegir ayudar a sus compañeros cuando solicitan ayuda, ya que al hacerlo les permitirá enfrentarse a algunos de los enemigos no destruidos por el jugador, lo que ayudará al jugador a tener éxito y, además, facilitará el logro de la puntuación máxima en un nivel dado. También se otorgan puntos adicionales al final de cada nivel, dependiendo de la salud de cada compañero. Si un compañero piloto es derribado, no volverá a aparecer en el juego.

## Personajes
En los juegos siempre aparecen (por lo general) todos los miembros del equipo Star Fox que son: 
- Fox McCloud: el líder del equipo y protagonista de la historia. Tiene 26 años y Es el hijo de James McCloud, líder original y fundador del equipo.
- Falco Lombardi: es junto a Fox, el mejor piloto del Star Fox, en ocasiones rivaliza con Fox, pero en el fondo son grandes amigos.
- Peppy Hare: el miembro más antiguo del equipo. Él, junto con el padre de Fox, fundó el equipo. Actualmente está retirado.
- Slippy Toad: Actualmente es el "genio" del equipo. Ahora, en juegos actuales, diseña, construye y da mantenimiento a las naves y artefactos del equipo. Aunque a veces lo invada el pánico, siempre se contagia del arrojo de sus compañeros y supera cualquier situación. Previamente en Star Fox de Super Nintendo, Slippy era un piloto al cual tenía más dificultad que sus compañeros, pero que actualmente ha salido adelante como inventor, esto gracias al apoyo de Fox McCloud y del equipo.

## Vehículos
El equipo tiene 4 vehículos principales y una nave madre (éstos no aparecen en el juego de Super Nintendo, es meramente informativo):
- El Great Fox. La nave nodriza del equipo, donde se transportan los vehículos y es la base de operaciones del equipo cuando están en el espacio.
- El Arwing es la principal nave del equipo, es una nave poderosa y rápida. Tiene armamento sencillo, pero efectivo.
- El Landmaster, que es usado por tierra. Aunque es algo lento, es muy poderoso y su armamento también lo es. Es usado en lugares donde el terreno es algo irregular, o donde las condiciones impidan el uso de las Arwings.
- El Blue Marine, usado en el mar. Posee armamento fuerte y es usado en trabajos submarinos.

## Antagonistas
Son los enemigos u oponentes en la saga de Star Fox.
- Andross. Es un científico que, por sus experimentos y pruebas, puso en riesgo la seguridad de Corneria, fue desterrado al planeta desértico Venom. Es el enemigo principal de Star Fox.
- Star Wolf. Es un equipo de mercenarios similar a Star Fox y además contraparte de dicho equipo. Su líder, Wolf O'Donnell, lucha contra Fox con Wolfen, su principal nave.

- Datos: Q1326889
- Multimedia: Star Fox / Q1326889